# Kooperative Schule

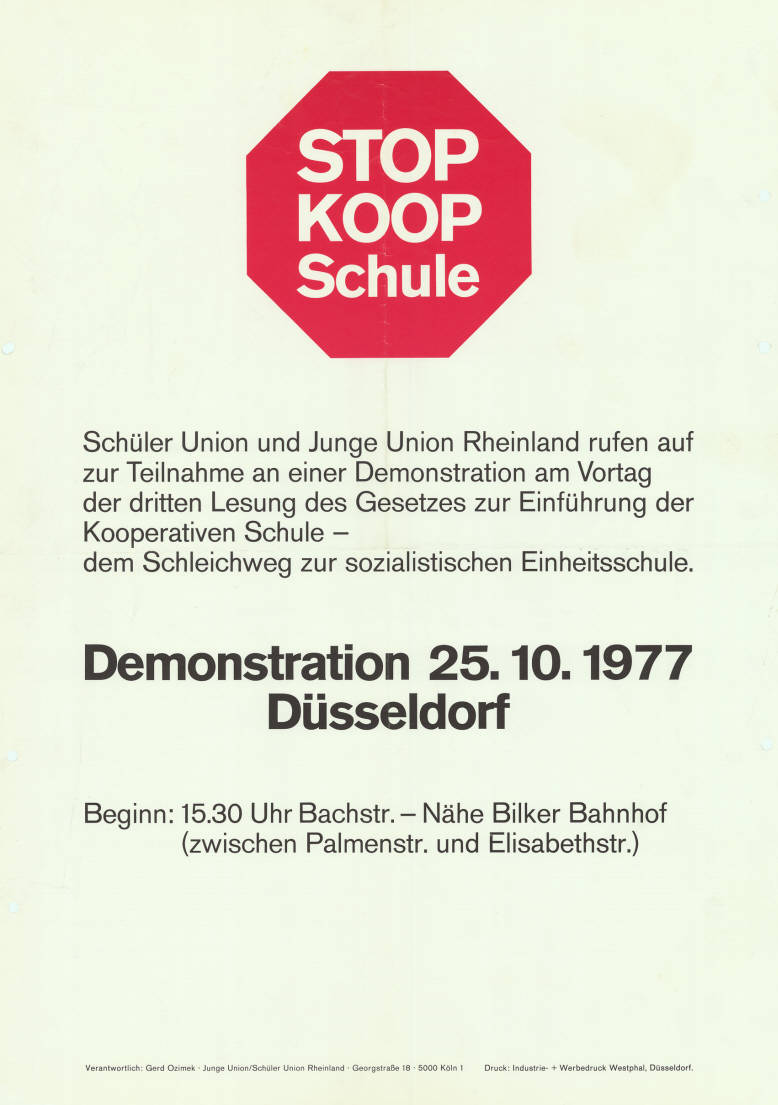
Demonstrationsaufruf der Schüler Union und der Jungen Union gegen das „Gesetz zur Einführung der Kooperativen Schule – dem Schleichweg zur sozialistischen Einheitsschule“, 1977

Die Kooperative Schule ist eine nicht realisierte Schulform, die nach den Plänen der SPD-geführten Landesregierung Kühn 1978 in Nordrhein-Westfalen eingeführt werden sollte. Nach einem erfolgreichen Volksbegehren gegen die bereits beschlossene Schulreform hob der Landtag das Gesetz wieder auf. 
Hintergrund war der Versuch der Koalitionsparteien (SPD und FDP), durch eine Änderung der Schulgesetze in Nordrhein-Westfalen auch bei künftig weiter zurückgehenden Schülerzahlen wohnortnahe Schulangebote zu sichern. Dazu sollten die drei Schulformen der Sekundarstufe I (Hauptschule, Realschule, Gymnasium) vor Ort zu einer schulorganisatorischen Einheit verbunden werden können. Diese Lösung ging zunächst auf einen Antrag der oppositionellen CDU zurück, einen Schulversuch Kooperative Gesamtschule durchzuführen (LT-Drs. 7/1215). Allerdings verband die Parlamentsmehrheit dies jetzt damit, dass in Schulzentren die Klassen 5 und 6 als schulformunabhängige Orientierungsstufe geführt werden sollten. 
Das vom Landtag verabschiedete Gesetz vom 8. November 1977 (GV. NW. S. 378) löste nicht nur im Parlament große Auseinandersetzungen aus. Die als schleichende Einführung der Gesamtschule kritisierte Schulreform führte zu einem Schulkampf, dessen Höhepunkt ein erfolgreiches Volksbegehren wurde. Die Landesregierung unter Ministerpräsident Heinz Kühn schlug dem Landtag die Rücknahme des Gesetzes vor, um einem sonst erforderlichen Volksentscheid zu entgehen. Durch Gesetz vom 25. April 1978 (GV. NW. S. 177) wurde damit die Reform aufgehoben, bevor sie umgesetzt werden konnte.